# Івантєєвка-2 (платформа)
Івантєєвка-2 — зупинний пункт/пасажирська платформа тупикової лінії Болшево — Фрязино Ярославського напрямку Московської залізниці. Знаходиться в Пушкінському районі Московської області.
Розташована поблизу межі міста Івантєєвка. Колишня назва — 9 км.
Платформа розташована у виїмці пагорба і оточена лісом з усіх боків. Територія міста Івантєєвка починається за декілька сотень метрів від краю платформи. Попри це, підходи до станції освітлюються від міської електромережі
Платформа Івантєєвка II є важливим транспортним вузлом для міста. Значна частина пасажирів електропоїздів з Івантєєвки користується саме цією платформою.
Час руху від Москва-Пасажирська-Ярославська близько 1 години, від платформи Фрязино-Пас. — близько 20 хвилин..

## Транспорт
Автобус 1 (пл. Івантєєвка-2 — сан. «Івантєєвка» — пл. Івантєєвка-2)

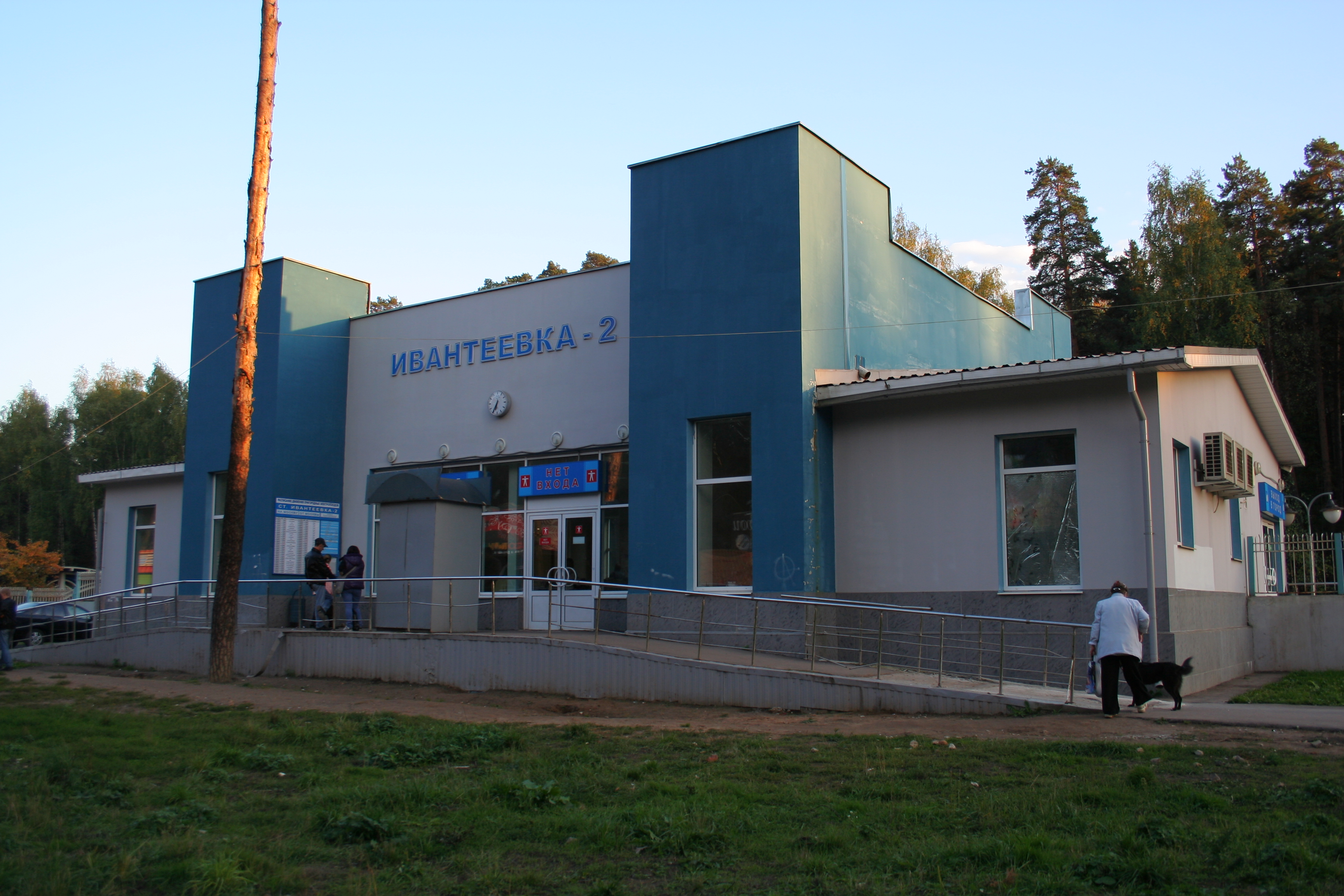
Вхід в павільйон станції
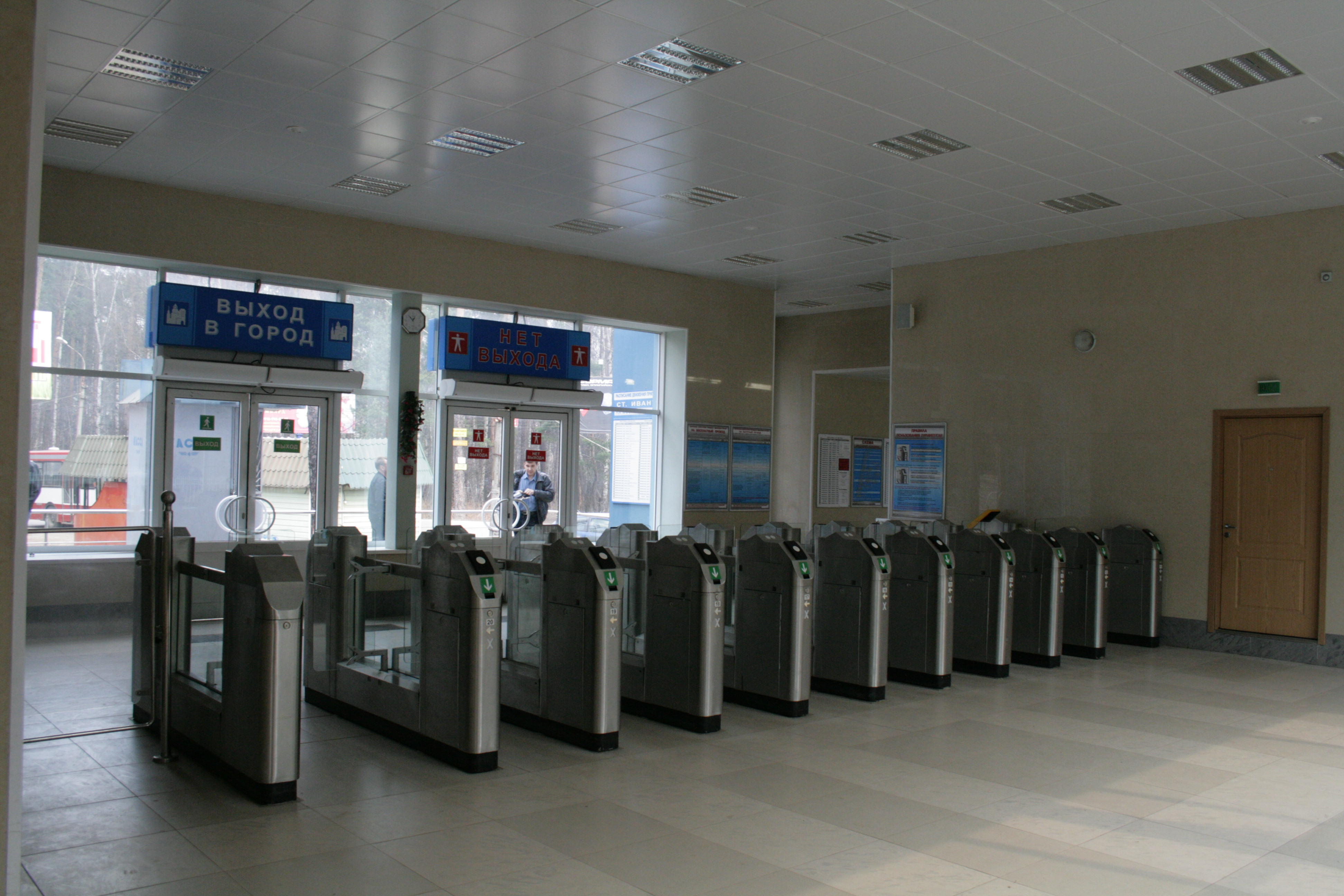
Турнікетний зал